# Каролин Гарсия
Каролин Гарсия (на френски: Caroline Garcia) е френска професионална тенисистка. Родена е на 16 октомври 1993 г. Най-високото и класиране в ранглистата за жени на WTA e 15-о място, постигнато на 2 октомври 2017 г.

## Кариера

### 2011
На Ролан Гарос 2011 се включва в схемата с уайлд кард и след като изхвърля в 1 кръг Ондрашкова с 2:0 сета, играе шеметен мач срещу Мария Шарапова. Гарсия води със сет и 4-1 във втория, но рускинята успява да спечели следващите 11 гейма, а с това и мача – 3-6, 6-4, 6-0.